# OFC Champions League 2022
La OFC Champions League 2022 è stata la ventunesima edizione della massima competizione calcistica per squadre di club dell'Oceania. Il titolo torna a essere assegnato dopo che le edizioni del 2020 e del 2021 erano state annullate a causa della pandemia di COVID-19.
In finale i neozelandesi dell'Auckland City hanno sconfitto per 3-0 i tahitiani del Vénus, conquistando il proprio decimo titolo. 

## Date
| Fase              | Sorteggio                                | Partite          |
| ----------------- | ---------------------------------------- | ---------------- |
| Turno preliminare |                                          | 4–25 giugno 2022 |
| Fase a gironi     | 30 giugno 2022 (Auckland, Nuova Zelanda) | 4-11 agosto 2022 |
| Semifinali        |                                          | 14 agosto 2022   |
| Finale            |                                          | 17 agosto 2022   |

## Fase di qualificazione
| Squadra 1        | Totale          | Squadra 2       | Andata | Ritorno     |
| ---------------- | --------------- | --------------- | ------ | ----------- |
| Né Dréhu         | 3 - 4           | Hienghène Sport | 1 - 2  | 2 - 2       |
| Lautoka          | 1 - 5           | Rewa            | 1 - 1  | 0 - 4       |
| RueRue           | 0 – 5           | ABM Galaxy      | 0 - 0  | 0 - 5       |
| Solomon Warriors | 3 – 3 (2-4 dtr) | Central Coast   | 1 - 1  | 2 - 2 (dts) |
| Lae              | 2 - 1           | Hekari United   |        |             |
| Pirae            | 0 - 1 (dts)     | Vénus           |        |             |

## Fase a gruppi
Le partite sono state giocate a Auckland, in Nuova Zelanda, dal 4 all'11 agosto 2023.

### Gruppo A
| Squadra       | Pt | G | V | N | P | GF | GS | DG |
| ------------- | -- | - | - | - | - | -- | -- | -- |
| Vénus         | 6  | 3 | 2 | 0 | 1 | 4  | 1  | +3 |
| Central Coast | 6  | 3 | 2 | 0 | 1 | 6  | 6  | 0  |
| ABM Galaxy    | 4  | 3 | 1 | 1 | 1 | 4  | 5  | -1 |
| Lae           | 1  | 3 | 0 | 1 | 2 | 4  | 6  | -2 |

| Squadra 1     | Risultato   | Squadra 2     |
| 1ª giornata   | 1ª giornata | 1ª giornata   |
| ------------- | ----------- | ------------- |
| ABM Galaxy    | 2 - 2       | Lae           |
| Central Coast | 0 - 3       | Vénus         |
| 2ª giornata   |             |               |
| Central Coast | 3 - 1       | ABM Galaxy    |
| Vénus         | 1 - 0       | Lae           |
| 3ª giornata   |             |               |
| Lae           | 2 - 3       | Central Coast |
| Vénus         | 0 - 1       | ABM Galaxy    |

### Gruppo B
| Squadra         | Pt | G | V | N | P | GF | GS | DG  |
| --------------- | -- | - | - | - | - | -- | -- | --- |
| Auckland City   | 9  | 3 | 3 | 0 | 0 | 12 | 1  | +11 |
| Hienghène Sport | 6  | 3 | 2 | 0 | 1 | 3  | 5  | -2  |
| Rewa            | 3  | 3 | 1 | 0 | 2 | 3  | 6  | -3  |
| Nikao Sokattack | 0  | 3 | 0 | 0 | 3 | 2  | 8  | -6  |

| Squadra 1       | Risultato   | Squadra 2       |
| 1ª giornata     | 1ª giornata | 1ª giornata     |
| --------------- | ----------- | --------------- |
| Auckland City   | 5 - 0       | Hienghène Sport |
| Rewa            | 3 - 1       | Nikao Sokattack |
| 2ª giornata     |             |                 |
| Rewa            | 0 - 3       | Auckland City   |
| Nikao Sokattack | 0 - 1       | Hienghène Sport |
| 3ª giornata     |             |                 |
| Hienghène Sport | 2 - 0       | Rewa            |
| Nikao Sokattack | 1 - 4       | Auckland City   |

## Fase a eliminazione diretta

### Semifinali
| Squadra 1     | Risultato | Squadra 2       |
| ------------- | --------- | --------------- |
| Vénus         | 4 - 0     | Hienghène Sport |
| Auckland City | 2 - 0     | Central Coast   |

### Finale
| Squadra 1 | Risultato | Squadra 2     |
| --------- | --------- | ------------- |
| Vénus     | 0 - 3     | Auckland City |